# Famille de La Chevardière de La Grandville
Pour les articles homonymes, voir Grandville (homonymie).
La  famille de La Chevardière de La Grandville est une famille subsistante de la noblesse française.
Famille d'extraction dont la filiation prouvée remonte à 1520, elle est maintenue noble en 1699.

## Origines
Établie en Champagne depuis le début du XVIe siècle, cette famille fait remonter sa filiation à Thomas de La Chevardière, écuyer, lieutenant général au bailliage de Rethélois en 1520,. Il est l'auteur de deux branches maintenues nobles en 1699 par jugement de Louis-François Le Fèvre de Caumartin, intendant de la généralité de Châlons :
- la branche issue de Simon de La Chevardière, seigneur de Jumont et de La Motte, lequel rend hommage en 1542 pour son autre fief de Lagrange, et dont la descendance formera les deux rameaux encore représentés de nos jours[1].
- la branche cadette, issue de David de La Chevardière, seigneur des Chambrettes, éteinte avant la Révolution.

Au début du XVIIe siècle, elle acquiert par mariage la seigneurie de La Grandville, dans l'actuel département des Ardennes, dont elle a pris le nom.

## Histoire
La famille de La Chevardière de La Grandville a donné de nombreux officiers aux armées de l'Ancien Régime jusqu'à la Troisième République. Elle est membre de la Société des Cincinnati de France, en représentation de Jean-François de La Chevardière de La Grandville, combattant français lors de la guerre d'Indépendance américaine.
Sous la Restauration, Charles-Clair de La Chevardière de La Grandville fut élu député des Ardennes, siégeant parmi les royalistes modérés.
Plus récemment, d'après le magazine Le Point, le diplomate Jean de La Chevardière de La Grandville a été un informateur des États-Unis au Quai d'Orsay. Cette information est confirmée par les documents déclassifiés en 1993 par les États-Unis. Entre 1961 et 1967, il est chargé du service des pactes et des affaires spatiales au ministère des Affaires étrangères. C'est à ce poste que la « taupe » a informé au jour le jour les services américains des intentions du général de Gaulle concernant le retrait de la France de l'OTAN . Il devient ambassadeur de France à Buenos Aires en avril 1968,.
La famille de La Chevardière de La Grandville est membre de l'association d'entraide de la noblesse française depuis 1935.

## Personnalités
- Louis-François Le Fèvre de Caumartin, intendant de la généralité de Châlons.
- Charles-Clair de La Chevardière de La Grandville, député des Ardennes.
- Eugenio Grandville (Eugène Thomas de La Chevardière de La Grandville), vice-amiral de la marine italienne
- Jean de La Chevardière de La Grandville, diplomate.
- Yves Brainville, comédien.
- Olivia Grandville, fille du précédent, danseuse et chorégraphe.

## Filiation
1er degré : Thomas de La Chevardière (vers 1480-1542), seigneur du Fréty, Lagrange, Sauleceuilles, lieutenant-général au bailliage de Rethélois, épouse Guillemine de Lambert.
2e degré : Simon de La Chevardière, seigneur de Jumont, La Motte, Lagrange et Sery-en-Porcien, au service du roi jusqu'en 1552, épouse en premières noces Antoinette du Guet, et en secondes Marguerite du Trep .
3e degré : Nicolas de La Chevardière († en 1605), seigneur du Fréty, Jumont, Herbigny, né du premier mariage de son père, page d'Hercule II d'Este, duc de Ferrare, homme d'armes dans la compagnie d'ordonnance du roi commandée par le duc de Lorraine, commandant du château-fort de Rozoy en 1586, gouverneur du château de Pierrefonds, épouse Jacqueline de Pavant.
4e degré : Jean-Jacques de La Chevardière († en 1621), seigneur du Fréty, Novion, Mesmont, Jumont, tué au siège de La Rochelle sous les ordres du maréchal de Thémines, épouse en 1595 Jeanne de Sandras.
5e degré : Charles de La Chevardière (1609-1650), seigneur du Fréty, Novion, Mesmont, Provizy, officier au régiment de Montjeu, épouse en 1640 Madeleine Le Cerf.
6e degré : Jean de La Chevardière (1641-1691), seigneur du Fréty, Novion, Mesmont, officier au régiment de la Reine-infanterie, major des ville et citadelle de Mézières, épouse en 1665 Antoinette de Castignau, héritière des seigneuries de La Grandville et de La Grange-aux-Bois.
7e degré : Charles-François de La Chevardière (1672-1715), seigneur de La Grandville, lieutenant au régiment d'Estrades-dragons, capitaine au régiment de Belle-Isle, épouse Marie-Suzanne de Glutz de Blotzheim.
8e degré : Guillaume-François de La Chevardière (1708-1769), seigneur de La Grandville, officier au régiment d'Armenonville-dragons, épouse Claude-Charlotte de Roucy. Un de leurs fils, Jean-François de La Chevardière (mort en émigration en 1794), capitaine au régiment de la Reine-infanterie, plus tard commandant du fort des Sept-Îles, prit part à la guerre d'indépendance des États-Unis.
9e degré : Antoine-François-César de La Chevardière (1734-1777), seigneur de La Grandville, capitaine-commandant la compagnie de chasseurs du régiment de la Reine-infanterie, vétéran de la campagne du Canada, chevalier de Saint-Louis, épouse Marie Thérèse Ernestine de Lamock de Botassart de Sohier. De ce mariage sont issues deux branches aujourd'hui subsistantes.
10e degré : Charles-César de La Chevardière (1763-1804), dernier seigneur haut-justicier de La Grandville, officier au régiment de la Reine-cavalerie, émigré en 1793, officier dans l'armée de Condé, chevalier de Saint-Louis, épouse Félicité de Greder de Wartenfels. De cette union sont issus deux rameaux : le premier qui suit (éteint à la fin du XIXe siècle) et un second toujours subsistant. Un de ses frères, Charles-Clair de La Chevardière de La Grandville, est officier du génie puis député des Ardennes lors de la troisième législature de la Seconde Restauration de 1824 à 1827.
11e degré : François-Frédéric de La Chevardière de La Grandville (1791-1872), officier d'infanterie, blessé à Waterloo, chevalier de la Légion d'honneur, épouse Anne-Marie de Prigny de Quérieux.
12e degré : Joseph Guillaume Léon de La Chevardière de La Grandville (1819-1868), établi en Italie, officier dans l'armée sarde, épouse Francesca Tordo.
13e degré : Eugène Thomas de La Chevardière de La Grandville (1841-1899), vice-amiral de la marine royale italienne, sans postérité.

## Alliances
Les principales alliances de la famille de La Chevardière sont : de Lambert, d'Aspremont, Le Danois, du Guet, de Pavant, de Sandras, de Flahaut, Le Cerf, de Castignau, de Glutz, de Roucy, de Lamock, de Greder, de Rostaing, de Robaulx de Beaurieux, de Prigny de Quérieux, de Milleret, de Tabouret de Crespy, de Mengin-Fondragon, Le Febvre de Tuméjus, Loisson de Guinaumont, de Niort, Rééd.Williams, Nogarède, etc.

## Héraldique

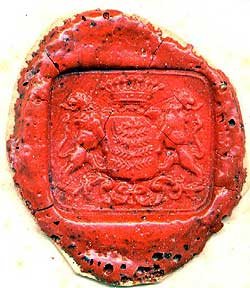
Armoiries de la famille de La Chevardière de La Grandville (sceau du XIXe siècle).

- Armes : d'argent à la fougère de sinople ;
- Supports : deux lions contournés ou parfois deux épées posées en sautoir ;
- Timbre : heaume de chevalier accompagné de ses lambrequins (parfois absents) et couronne comtale.